# لا آيسلا بونيتا
لا آيسلا بونيتا (بالإسبانية: La Isla Bonita)‏ (بالعربية: الجزيرة الجميلة): الأغنية الخامسة والأخيرة من الألبوم الثالث أزرق صحيح للمغنية والكاتبة الأمريكية مادونا. أصدرتها تسجيلات ساير في 25 فبراير، 1987. وغنتها الفرنسية أليزي في 2008.